# Kanjikkuzhi
Kanjikkuzhi è una suddivisione dell'India, classificata come census town, di 22.076 abitanti, situata nel distretto di Alappuzha, nello stato federato del Kerala. In base al numero di abitanti la città rientra nella classe III (da 20.000 a 49.999 persone).

## Geografia fisica
La città è situata a 9° 36' 32 N e 76° 19' 35 E.

## Società

### Evoluzione demografica
Al censimento del 2001 la popolazione di Kanjikkuzhi assommava a 22.076 persone, delle quali 10.755 maschi e 11.321 femmine. I bambini di età inferiore o uguale ai sei anni assommavano a 2.225, dei quali 1.141 maschi e 1.084 femmine. Infine, coloro che erano in grado di saper almeno leggere e scrivere erano 19.051, dei quali 9.487 maschi e 9.564 femmine.